# Fear (episodio de Wilfred)
«Fear» (en español: «Miedo») es el tercer episodio de la primera temporada de la serie de televisión Wilfred. Fue estrenado originalmente en los Estados Unidos el 7 de julio de 2011. En el episodio Ryan se mete en problemas cuando su vecino, Spencer está en búsqueda del ladrón de su casa.

## Cita del comienzo
“El miedo tiene su uso, pero la cobardía no tiene ninguno”
Mahatma Gandhi

## Argumento
Cuando Ryan está juntado su basura, ve que la de su vecino Spencer esta tirada por todas partes y es por eso que trata de acomodarla, en eso aparece Spencer y Ryan sale corriendo. Más tarde se siente paranoico cuando cree que Spencer sabe de que él y Wilfred fueron quienes entraron en su casa. Mirando por la ventana, Ryan observa como Spencer se dirige hacia su casa, entonces comienza a tener alucinaciones, cuando él está llamando a la puerta Ryan se pone nervioso y es ahí cuando Wilfred le afirma que él lo sabe, en ese momento Ryan se despierta y atiende el llamado de la puerta, que es en realidad Wilfred quién espera un paseo, estando caminando Ryan pasa por la casa de los Patel , una pareja de india, quién están indignados porque alguien rayó una estatua de su propiedad, mientras le platica lo que sucedió a Ryan, Wilfred se mete en el jardín, por lo que el Sr. Patel le pide a Ryan que lo mueva de ahí ya que su esposa había sido mordida previamente por otro perro. En ese momento Spencer se pasea por las calles, y el Señor Patel le grita afirmando que él sabía que fue Spencer quien hizo tal acción. Wilfred le propone a Ryan enfrentarlo y le da técnicas caninas para ser dominante sobre los demás. En casa, se repite la escena inicial del episodio, cuando wilfred está a punto de afirmar que Spencer sabe que Ryan fue quien entró en su casa, alguien llama a la puerta. Wilfred le confiesa que el dejó la billetera con los documentos de Ryan en casa de Spencer.
Al abrir, Spencer reclama que Ryan fue quien entró. Pero Ryan inventa que a él también le robaron y "deduce" que cuando entraron a casa de Spencer se les cayo su billetera, y Spencer se lo cree, se disculpa y se marcha. Poco después aparece Spencer de nuevo pero ahora con una Laptop y cervezas y lo invita a ver Pornografía. Ryan trata de deshacerse de Spencer, pero este lo invita a ir a un bar, Ryan declina la invitación pero cuando Wilfred sube del sótano con la Marihuana que robaron, Ryan presionado acepta acompañarlo al bar. Cuando Ryan toma valor para contarle la verdad, Spencer le cuenta antes de que Ryan lo confiese que él tenía un amigo, llamado Jesse, quién le fue muy mal por haberle mentido a él. Es entonces cuando Ryan prefiere no decirlo. Estando en el vecindario, Spencer llama la atención de Wilfred con un Rayos láser, Wilfred se asombra y se frustra al no poder atrapar el "punto" en la pared, en ese momento aparece la Señora Patel, quién tiene un Bindi y Wilfred lo confunde con el punto del rayo láser, es entonces cuando se lanza contra la señora y la muerde lo que ocasiona que lleven a Wilfred a Control animal. Cuando Control animal está a punto de llevárselo, Ryan soborna a un encargado para evitar que "lo pongan a dormir", Mientras Spencer se acerca y el encargado parece conocerlo es entonces cuando comienzan, cuando Ryan pregunta que es lo que pasa, le responden que el "encargado" es en realidad Jesse, de quién Spencer había hablado previamente. Jesse al saber que Ryan es amigo de Spencer declina el soborno.
Más tarde, Spencer y Ryan van hacia Control animal, donde Jesse reafirma no haber trato, Ryan le pide a ambos que platiquen y que solucionen sus problemas, asimismo le pide 5 minutos para despedirse de Wilfred, Mientras hablan Jesse y Spencer discuten, Ryan los tranquiliza y les pide de nuevo analizar sus errores. Jesse deja salir a Wilfred. y Spencer invita a Jesse a ver porno. Luego, Ryan y Wilfred se dirigen a casa, cuando abren la puerta se encuentran a Spencer y Jesse mirando porno en su sala, Jesse se sale de la habitación por un momento. Mientras Spencer le propone emborracharse, hacer guerra de fuegos artificiales e ir a un parque acuático, Ryan le confiesa que él fue quien entró a su casa, provocando la ira de Spencer quien noquea a Ryan, cuando está a punto de golpearlo de nuevo, Wilfred lo golpea con un hueso. Poco después llega Jesse y Ryan le pide que lo saque.
Al día siguiente, Ryan quién tiene un ojo sumamente morado acomoda su basura, al voltear a ver la casa de Spencer, la basura de él también estaba acomodada perfectamente, Ryan se va contento del lugar. Pero se ve a Wilfred echando a la basura una lata de pintura.

## Recepción

### Recepción crítica
Jerome Wetzel de Blogcritics comentó: "Por supuesto, Wilfred es una comedia, para que los espectadores querrán reír. Suplee es hilarante como el vecino obsesionado con los senos, a la vez simple y crudo, pero totalmente inofensivo en su visión del mundo, incluso si no se quiere pasar mucho tiempo con él. Cuando Ryan se apresura a guardar sus secretos, Wood hace el tipo de comedia física que pocos pueden lograr."
Matt Richenthal de TV Fanatic comentó: "Preferiría Wilfred mucho más si no trató de enviar un mensaje o se centran en una nueva emoción cada semana. Quiero decir, ¿citando a Gandhi antes de la entrega de esta noche? Lento allí. No eres más que una serie sobre un hombre en un traje de perro."

## Audiencia
Según Tvbynumbers el episodio fue visto por 1.52 millones de televidentes y 0.7 en el grupo demográfico 18-49 en su estreno original.